# 200 Years After the Last War
A 200 Years after the Last War az Omega angol nyelvű albuma 1974-ből. A dalok magyarul az Omega 5 és az Omega 6: Nem tudom a neved albumokon hallhatók, illetve a címadó dal magyar változata kislemezen és az Élő Omega felújított kiadásán jelent meg. A hangzás és hangszerelés helyenként eltér a magyar megfelelőktől, a Szvit például szimfonikus zenekar kísérete nélkül hallható.

## Kiadásai
- 1974 LP
- 1991 CD

## Dalok
1. Suite (Szvit) (Mihály Tamás – Kóbor János – Sülyi Péter)
2. Help to Find Me (Nem tudom a neved) (Mihály Tamás – Kóbor János – Sülyi Péter)
3. 200 Years after the Last War (200 évvel az utolsó háború után) (Molnár György – Kóbor János – Sülyi Péter, Hajnal István)
4. You Don't Know (A jövendőmondó) (Mihály Tamás – Kóbor János – Sülyi Péter)

## Az együttes tagjai
- Benkő László – billentyűs hangszerek, vokál
- Debreczeni Ferenc – dob, ütőhangszerek, vokál
- Kóbor János – ének
- Mihály Tamás – basszusgitár,mellotron, vokál
- Molnár György – gitár, vokál